# أندرو إيرفين
أندرو ايرفين (بالإنجليزية: Andrew Irvine) أندرو «ساندي» كومين ايرفين (8 يونيو 1924 - 8 أبريل 1902). كان متسلق الجبال الإنجليزي الذي كان جزء من بعثة الحملة البريطانية الثالثة في ال 1924 إلى أعلى قمة في العالم قمة جبل ايفرست (8،848 م) الجبلية في العالم،
ولد في ايرفين بيركينهيد، شيشاير، وهو واحد من ستة أطفال من وليام فيرغسون ايرفين (1869-1962) ومن قبل ليليان ديفيز-كولي (1870-1950). وكانت عائلة والده ذو جذور اسكتلندية وويلزية، بينما كانت والدته من عائلة شيشاير القديمة. وكان ابن عم الصحافي والكاتب لين ايرفين، وأيضا من الناشط السياسي هارييت شو يفر.

## روابط خارجية
- أندرو إيرفين على موقع IMDb (الإنجليزية)
- أندرو إيرفين على موقع الموسوعة البريطانية (الإنجليزية)
- أندرو إيرفين على موقع قاعدة بيانات الفيلم (الإنجليزية)